# Siciliaanse dwergolifant
De Siciliaanse dwergolifant (Elephas falconeri) is een uitgestorven slurfdier uit het Pleistoceen.

## Leefwijze
Olifanten zijn en waren goede zwemmers. Tijdens de ijstijden lag de zeespiegel lager dan tegenwoordig. De afstanden tussen de eilanden waren toen kleiner en er ontstonden landbruggen. De dieren zwommen simpelweg van eiland naar eiland. Bij het smelten van het ijs en een stijgende zeespiegel, konden de dieren de oversteken niet meer maken. Aangezien de eilandvegetatie niet onbeperkt was, evolueerden de olifanten wellicht door eilanddwerggroei tot kleinere soorten.
Soortgelijke dwergolifanten werden aangetroffen op het Indonesische eiland Sulawesi.

## Verspreiding
Fossielen zijn gevonden op verschillende eilanden in de Middellandse Zee: Malta, Sicilië, Kreta en meerdere Griekse eilanden. De dieren waren veel kleiner dan de soorten van het vasteland. Er zijn zelfs fossielen op Sicilië en Malta gevonden die aantonen dat het volwassen dier niet groter was dan 1 meter.
De stamvader van deze soort was de bosolifant Elephas antiquus uit het Pleistoceen. Hij kwam voor in bosrijke omgevingen van geheel Europa en delen van Azië. In tegenstelling tot de dwergolifant (Elephas falconeri) had deze olifant een schofthoogte van wel 3 meter.

## Mythologie
Het is mogelijk dat de vroege volkeren van Sicilië deze skeletten vonden en dat zo de verhalen over Cyclopen, eenogige reuzen, de Griekse oudheid ingingen. De schedelholte van de slurf lijkt immers precies op de plek van het Cyclopenoog te liggen. De bekendste Cycloop van de oudheid is zonder twijfel Polyphemos, die door Odysseus en zijn mannen verblind werd.